# La Cucina Italiana
La Cucina Italiana è un mensile italiano di gastronomia e cultura alimentare.

## Storia
Edita a Milano il 15 dicembre 1929 per iniziativa del giornalista e letterato Umberto Notari, su suggerimento della moglie Delia Pavoni che la dirigerà fino alla morte (1935), la rivista nasce innanzi tutto con lo scopo di valorizzare e divulgare le ricette tradizionali dell'arte culinaria italiana, come chiaramente esplicitato dal titolo. Nello stesso tempo vengono incoraggiati cambiamenti dietetici nell'alimentazione popolare proponendo soluzioni gastronomiche innovative ed economiche, in linea con il tempo. In ogni numero della rivista compaiono decine di ricette, proposte per la tavola, regole di galateo vecchie e nuove, il tutto impreziosito dalle ricette personali di artisti e scrittori "condite" con racconti e poesie.
La Cucina Italiana interrompe le pubblicazioni nel 1943, ma torna in edicola nel 1952 edita dalle tre sorelle Gosetti (Guglielmina, Anna, Fernanda). Nel 1986 viene acquistata dalla Editrice Quadratum. A dirigerla dal gennaio 1981 è Paola Ricas che dal 2001 affianca alla rivista vera e propria le pubblicazioni a carattere monografico ("Speciali de la Cucina Italiana"). A novembre 2002 porta in libreria il marchio "La Cucina Italiana" con volumi e ricettari pubblicati dalle Edizioni Piemme. Nel febbraio 2006 la direzione passa a Patrizia Caglioni, sostituita poi da Paolo Cavaglione nel 2011 e da Paolo Paci nel 2012; nello stesso anno ne diventa brand director Anna Prandoni, che assume poi la direzione della rivista nel marzo del 2013.
Nel 1997 viene attivato il relativo sito internet www.lacucinaitaliana.it. Da luglio 2007 la Quadratum Publishing Usa, con sede a New York, si occupa di produrre e distribuire La Cucina Italiana in lingua inglese per il mercato americano e canadese. L'edizione americana si aggiunge a quelle già esistenti in lingua fiamminga, tedesca, ceca e, dal 2008, turca.
Nel 2014 viene acquisita dalla casa editrice americana Condé Nast.
Dopo la direzione di Ettore Mocchetti e Maria Vittoria Dalla Cia, il primo settembre 2017 prende la guida del brand (magazine e sito web) Maddalena Fossati Dondero.
Nell'ottobre 2019 la testata ritorna negli Stati Uniti d'America con un'edizione in inglese trimestrale e il sito lacucinaitaliana.com.

## La cucina italiana candidata come patrimonio immateriale dell'umanità all'UNESCO
Nel 2020, su iniziativa della direttrice Dondero, la testata inizia a lavorare all'ambizioso progetto di candidare la cucina italiana come patrimonio immateriale dell'umanità all'UNESCO.
Insieme a Silvia Sassone di Spoon Group, La Cucina Italiana costituisce un comitato scientifico con il professore Massimo Montanari in qualità di presidente e con rappresentanti di associazioni come l'Accademia Italiana di Cucina, la Fondazione Casa Artusi e l'Accademia della Crusca.
A partire da luglio 2020, escono sei numeri da collezione de La Cucina Italiana con il logo del brand eccezionalmente bianco, co-diretti da grandi chef che sposano la causa: Massimo Bottura ritratto in copertina dall'artista francese JR, Davide Oldani raccontato con le polaroid di Maurizio Galimberti, Antonia Klugmann e la visione digitale di Sara Shakeel, Carlo Cracco interpretato da ToiletPaper (fondato da Maurizio Cattelan e Pierpaolo Ferrari), Niko Romito fotografato dal regista premio Oscar Luca Guadagnino, infine Antonino Cannavacciuolo, la cui foto da copertina è scattata dal fotografo Giacomo Bretzel. Ogni numero è un racconto a sostegno della candidatura, in cui i cuochi parlano della cultura del cibo, del legame con il territorio e della filiera, interagendo con le rubriche e i contenuti della storica rivista.
Negli anni successivi il progetto continua ad essere divulgato e sostenuto editorialmente dalla testata - ad esempio, la rubrica fissa "L'Italia Mangia Meglio" scritta da Carlo Ottaviano racconta le eccellenze della cucina italiana tra ingredienti e prodotti tipici.
Nel frattempo, il Comitato Scientifico arriva a elaborare un titolo che sarà poi quello ufficiale del dossier: «la cucina italiana tra sostenibilità e diversità bioculturale».
Il 23 marzo 2023, dopo intense trattative, il governo nella figura del ministro dell'Agricoltura Francesco Lollobrigida e il ministro della Cultura Gennaro Sangiuliano, insieme al sottosegretario di Stato Gianmarco Mazzi, annuncia ufficialmente di sostenere la candidatura de «la cucina italiana tra sostenibilità e diversità bioculturale» da iscrivere come elemento nella lista di patrimonio immateriale dell'Unesco.
Il 29 marzo 2023 Liborio Stellino, ambasciatore italiano presso l'UNESCO, consegna il dossier a Tim Curtis, responsabile UNESCO per la Lista del Patrimonio Immateriale dell'Umanità. Il percorso di approvazione definitiva richiederà circa altri due anni.
Oggi La Cucina Italiana continua a supportare la candidatura con iniziative speciali, come La migliore ricetta italiana, che mira a mettere insieme il più grande ricettario d'Italia attraverso i contributi dei lettori. «Il primo risultato è stato raggiunto: candidare il valore identitario del cibo, concetto largamente condiviso dalle italiani e italiane della Penisola, ma anche dagli 80 milioni all'estero nonché del mondo intero, visto che la nostra cucina è la più amata di tutte» ha commentato Maddalena Fossati Dondero dopo il successo di un'impresa tanto sofferta. «Ora bisogna lavorare per il dicembre 2025 continuando a raccontare che la cultura del cibo italiano è un patrimonio per l'umanità».